# 2004 ER95
2004 ER95 est un objet transneptunien faisant partie des cubewanos. 

## Caractéristiques
2004 ER95 mesure environ 242 km de diamètre ; son arc d'observation est encore faible.